# Ixodes aragaoi
Ixodes aragaoi este o specie de căpușe din genul Ixodes, familia Ixodidae, descrisă de Fonseca în anul 1935. Conform Catalogue of Life specia Ixodes aragaoi nu are subspecii cunoscute.